# Soziale Demokratische Union
Die Soziale Demokratische Union (SDU) war eine deutsche Partei, die 1977 aus Teilen des rechten Flügels der SPD hervorging. Zeitweise hatte die SDU bis zu 5000 Mitglieder und war durch Übertritte bundesweit in einigen Stadt- und Gemeinderäten vertreten. Am stärksten war sie in Nordrhein-Westfalen. Bereits 1979 löste sie sich wieder auf.

## Politiker
Die führenden Köpfe der SDU waren der Braunschweiger Oberstadtdirektor Hans-Günther Weber als Vorsitzender, der Moerser Vermessungsingenieur und vormalige Krefelder SPD-Landtagsabgeordnete Willi Sinnecker sowie der Krefelder Stadtdirektor und vormalige SPD-Bundestagsabgeordnete Karl-Heinz Stienen. Durch die Herkunft der Spitzenpolitiker erklärt sich zu großen Teilen auch der Schwerpunkt der Partei im Land Nordrhein-Westfalen.

## Gründungsparteitag und Grundsatzprogramm
Einige der Gründungsmitglieder der SDU hatten Mitte der siebziger Jahre Alexander Solschenizyns Archipel Gulag gelesen und auch unter diesem Eindruck auf dem Gründungsparteitag am 17./18. Juni 1977 im Mönchengladbacher Dorint-Hotel das SDU-Grundsatzprogramm beschlossen. Es war als anti-marxistisch gedacht und in Teilen eine direkte Auseinandersetzung mit dem Godesberger Programm der SPD. Daher griff es ideologische Kernsätze des Godesberger Programms auf und versuchte, diese als sozialistisch zu enthüllen bzw. darzustellen und anschließend zu widerlegen.

## Entwicklung
Der grob vorgetragene, allein aus dem Programm heraus kaum verständliche Antikommunismus der SDU führte dazu, dass sie sich als Splitterpartei schon bald nach ihrer Gründung innerhalb des rechten Parteienspektrums wiederfand. Sie suchte vergeblich Anlehnung an die damals von Franz Josef Strauß geführte CSU. Die SDU war durch Übertritte zeitweilig auf Stadt- und Gemeindeebene vertreten, beteiligte sich aber an keiner Wahl und verlor zusehends an Bedeutung. Auf einem „außerordentlichen Bundesparteitag“ im Juni 1979 in Braunschweig wurde die SDU aufgelöst und ihre Umwandlung in einen „antisozialistischen Wählersammlungsverband“ beschlossen.